# Louis-Hippolyte Peyron
Pour les articles homonymes, voir Peyron.
Louis Hippolyte Peyron, né le 19 janvier 1756 à Auribeau (Basses-Alpes), mort le 5 juillet 1814 à Castellet (Var), est un général français de la Révolution et de l’Empire.

## Biographie
Il entre en service en 1774, dans le corps d’artillerie de la marine, et il est congédié en 1785.
En juin 1793, il est secrétaire de la mission de la marine à Toulon, et le 1er septembre 1793, il est nommé adjudant-général chef de brigade provisoire par les représentants du peuple Edmond Louis Alexis Dubois-Crancé et Gauthier, à l’armée du siège de Toulon. Le 11 décembre 1793, il est adjoint au chef d’état-major de l’armée des Pyrénées occidentales.
Il est promu général de brigade provisoire le 20 janvier 1794, promotion approuvée par le Comité de salut public le 12 avril suivant. Commandant de Perpignan, il est chargé d’une mission et il quitte son poste, part pour Paris, où il est destitué pour ce fait le 10 octobre 1794. Le 25 novembre il est réintégré, comme agent chargé de poursuivre les déserteurs dans la capitale.
Le 16 décembre 1795, il est affecté en tant que commandant du département des Basses-Alpes, poste qu’il occupe jusqu’au 22 juillet 1796. Le 26 février 1798, il devient membre de la commission militaire dans la 17e division militaire, et le 17 juillet 1799, il est mis à la disposition du commandant de l’armée d’Italie. Le 13 septembre 1799, il est désigné pour prendre le commandement de la formation envoyé à Malte, et le 15 mai 1800, il est mis en congé de réforme. Il est admis à la retraite le 21 juin 1811.
Il meurt le 5 juillet 1814, au Castellet.